# Du skal sgu være lykkelig
Du skal sgu være lykkelig er en dansk dokumentarfilm fra 1987, der er instrueret af Eva Bjerregaard.

## Handling
Tre unge par bliver gift i sommeren 1986.